# Tea (シンガーソングライター)
tea（ティー）は、インドのプネ出身で日本を活動拠点にするシンガーソングライター。

## ソロ名義アルバム
1. INTERSTELLAR（JUMP WORLD、2017年10月4日）
2. UNKNOWN PLACES（SMEJ、2019年10月23日）

## 主なゲスト参加作品
- 宮本貴奈
  - What a Wonderful World
- 川井郁子
  - Luna
  - Always〜名曲物語〜

## 主なテレビ番組、アニメ等参加作品

### テレビドラマ
- 鎌倉殿の13人
- デイジーラック
- 絶対零度
- グレートトラバース - 主題歌『Higher, higher』

### アニメ
- ダンベル何キロ持てる?
- 時間の支配者

### ゲーム
- ファイナルファンタジーXIV：命の天秤 ～輝ける神域 アグライア～

### 映画
- コーヒーが冷めないうちに

## 主なCM参加作品
- アサヒ緑健 緑効青汁 『ボタニカルチャージ篇』他
- 4℃ 2018 Christmas Movie
- スズキ・バレーノ